# A Ti'a Porinetia
A Ti'a Porinetia (en tahitien, « Le Rassemblement des Polynésiens ») est un ancien parti politique français, d'orientation autonomiste, de Polynésie française. Créé le 31 janvier 2013 et dirigé par Teva Rohfritsch, il fusionne le 20 février 2016 avec des dissidents du Tahoeraa huiraatira partisans d'Édouard Fritch pour former le nouveau parti majoritaire, le Tapura huiraatira.

## Historique

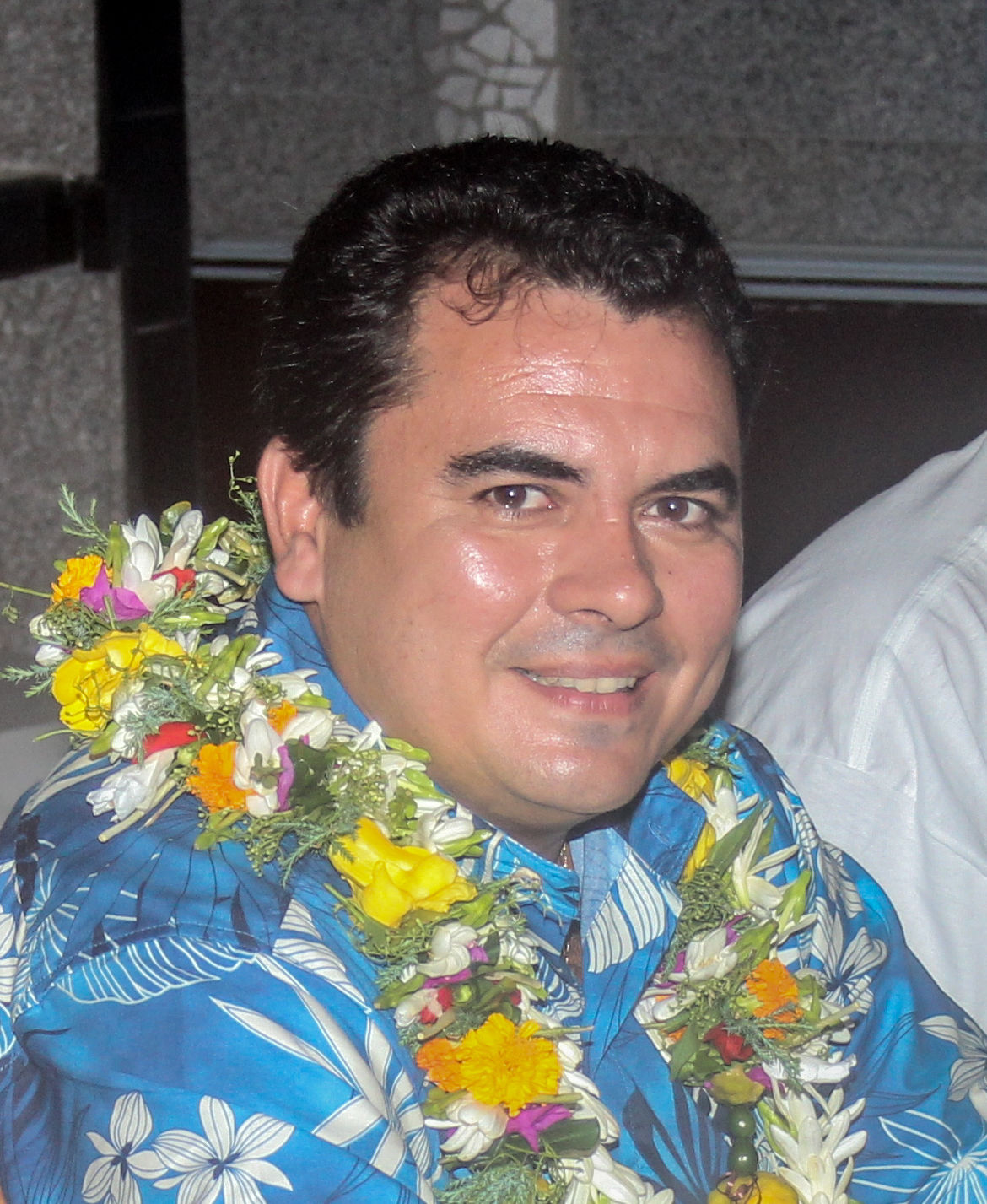
Teva Rohfritsch.

Le 8 février 2013, 12 élus de l'assemblée de la Polynésie française forment un nouveau groupe sous l’appellation A Ti'a Porinetia, qui compte : Teikinui Porlier, Philip Schyle, Armelle Merceron, Béatrice Vernaudon-Coppenrath, Rosine Brodien, Daphné Chavey, Marcelin Lisan, Emma Maraea, At Tchong Tchoun You Thung Hee, Mita Teriipaia, Sylviane Terooatea, et Gaston Tong Sang, président du groupe.
Au second tour des élections des représentants à l'Assemblée de la Polynésie française de 2013, A Ti'a Porinetia, qui a refusé de faire alliance avec ses concurrents et présenté la même liste qu'au premier tour, obtient 25,63 % des voix et 8 sièges à l'assemblée. A Ti'a Porinetia obtient notamment de bons résultats électoraux aux îles Sous-le-Vent.
Le parti forme un groupe de 8 élus à l'assemblée; le président du groupe est Teva Rohfritsch. L'Union pour la démocratie et le Tahoeraa huiraatira forment les deux autres groupes représentés. A Ti'a Porinetia s'inscrit dans l'opposition, mais se déclare prête à travailler de façon constructive avec la majorité dans l'intérêt du pays. Lors de la première séance de l'assemblée, alors que la Polynésie n'a pas encore de gouvernement élu, tous les élus d'A Ti'a Porinetia et du Tahoeraa votent l'adoption d'un "vœu" déclarant que la Polynésie française souhaite conserver son autonomie au sein de la République Française. Cette déclaration est faite en réaction à l'examen par l'ONU de l'inscription de la Polynésie française à la liste des territoires à décoloniser qui doit avoir lieu la nuit suivante.
A Ti'a Porinetia regroupe des personnalités politiques comme Teva Rohfritsch qui a été quatre fois ministre sous des gouvernements de Gaston Flosse ou d'Oscar Temaru, Gaston Tong Sang qui a été trois fois président de la Polynésie Française, Philip Schyle qui a été président de l'assemblée de Polynésie Française, et Nicole Bouteau qui a été ministre. Se déclarant autonomiste, A Ti'a Porinetia s'oppose au parti indépendantiste de l'Union pour la démocratie, mais affirmant représenter une "autre autonomie", souhaite également se distinguer du parti autonomiste Tahoeraa huiraatira de Gaston Flosse. Néanmoins, plusieurs personnalités politiques de premier plan d’A Ti'a Porinetia ont été par le passé élu sous l'étiquette du Tahoeraa et ont été ministre de gouvernements présidés par Gaston Flosse, avant de s'en éloigner pour mener leur propre carrière politique. Leur regroupement au sein d'A Ti'a Porinetia, qui se défend d'être le successeur d’O Porinetia to tatou ai'a, peut en partie s'expliquer par l'adoption d'une nouvelle loi électorale pour l'élection de 2013, qui favorisait ce type de regroupement, et une communion sur le choix politique de l'autonomie au sein de la République française, tout en se distinguant de Gaston Flosse,.